# Квинт Хортензий
Квинт Хортензий Хортал (на латински: Quintus Hortensius Hortalus; * 114 пр.н.е.; † 50 пр.н.е.) е римски сенатор, консул (69 пр.н.е.) и оратор. До появата на Марк Тулий Цицерон е смятан за най-значителния реторик в Рим.

## Биография
Хортензий е от плебейската фамилия Хортензии, която дава сенатори през 2 век пр.н.е. Баща му Луций Хортензий е проконсул в Сицилия, майка му Семпрония е дъщеря на консула през 129 пр.н.е. Гай Семпроний Тудицан.
Квинт Хортал се жени за Лутация, дъщеря на Квинт Лутаций Катул (консул 102 пр.н.е.) и на Сервилия от Цепионите. Те имат дъщеря Хортензия, която е първата позната римлянка-ораторка и държи реч през 42 пр.н.е. Техният син Квинт Хортензий e претор 45 пр.н.е.
През гражданската война той служи като войник и военен трибун. След това поема работата си като говорител в съда. През 75 пр.н.е. става едил, през 72 пр.н.е. е претор в съда de repetundis. Хортензий има голяма памет без да прави записки.
Цицерон му посвещава през 45 пр.н.е. писанието „Хортензий“, което е загубено и го зачита за латинското му ораторство в увода към Brutus.
През 53 пр.н.е. Хортензий успява да накара Катон Млади, да му даде „назаем“ своята жена Марция, за да му роди дете, защото се скарал със своя син. След смъртта му тя се връща обратно при Катон без да му е родила дете.
Хортензий е от 67 пр.н.е. авгур.